# Møde med maleren og forfatteren Hans Scherfig
Møde med maleren og forfatteren Hans Scherfig er en dansk portrætfilm fra 1979 om Hans Scherfig instrueret af Jacob Jørgensen efter manuskript.

## Handling
I filmen følger vi igennem halvandet år Danmarks mest læste forfatter på hans rejser og foredrag på gymnasier, på Oslo Universitet og i foreninger. Vi ser ham i hans daglige arbejde, hvor han fortæller om sine bøger og sine vilkår under besættelsen. Hans Scherfig kommenterer begivenhederne i sit land under og efter besættelsen, og i en samtale med en anden dansk forfatter, Dea Trier Mørch, kommer han ind på det livssyn, der ligger bag hans arbejde som maler og forfatter.